# Ryozo Suzuki
Ryozo Suzuki (鈴木 良三, Suzuki Ryōzō) né le 16 juillet 1939 est un footballeur japonais.